# Forma differenziale
In geometria differenziale e nel calcolo differenziale a più variabili, una forma differenziale è un particolare oggetto che estende la nozione di funzione a più variabili.
Su una {\displaystyle n}-varietà differenziabile, ad esempio un aperto dello spazio euclideo {\displaystyle \mathbb {R} ^{n}}, una forma differenziale {\displaystyle \omega } ha una dimensione {\displaystyle k} minore o uguale a {\displaystyle n}. Per questa ragione, viene anche indicata brevemente come {\displaystyle k}-forma. Nel caso {\displaystyle k=0}, la forma {\displaystyle \omega } è un'ordinaria funzione. In generale, la proprietà che caratterizza {\displaystyle \omega } è la possibilità di effettuare l'integrale di {\displaystyle \omega } su un qualsiasi oggetto geometrico {\displaystyle \Gamma }, di analoga dimensione {\displaystyle k}, di una generica {\displaystyle n}-varietà differenziabile. Il risultato di questa integrazione è indicato con
{\displaystyle \int _{\Gamma }\omega }
Pertanto, una 1-forma è integrabile su una curva, una 2-forma su una superficie, e così via.
Le 1-forme sono di fondamentale importanza in molti settori dell'analisi matematica, e in particolare in analisi complessa.

## Definizione
La nozione di forma differenziale può essere introdotta in modi diversi.
In molti contesti, per utilizzare le forme differenziali è sufficiente basarsi su una definizione simile a quella di polinomio: una forma differenziale è semplicemente una scrittura formale di un certo tipo. Si definiscono quindi operazioni come quella di somma, prodotto e integrale su un insieme opportuno.
Le forme differenziali possono però essere definite in modo più intrinseco usando l'algebra lineare ed i concetti di tensore e fibrato tangente. In questo modo le forme risultano definite in contesti più ampi: ad esempio, il loro dominio non è necessariamente un aperto di {\displaystyle \mathbb {R} ^{n}}, ma una qualsiasi varietà differenziabile.

### Definizione come scrittura formale
Sia {\displaystyle A} un aperto di {\displaystyle \mathbb {R} ^{n}}. Sia {\displaystyle k} un intero con
{\displaystyle 0\leqslant k\leqslant n.}
Una {\displaystyle k}-forma differenziale è una scrittura del tipo:
{\displaystyle \omega =\sum _{1\leqslant i_{1}<\ldots <i_{k}\leqslant n}a_{i_{1},\ldots ,i_{k}}(x)dx_{i_{1}}\wedge \ldots \wedge dx_{i_{k}}}
dove
{\displaystyle a_{i_{1},\ldots ,i_{k}}:A\to \mathbb {R} }
è una funzione differenziabile e:
{\displaystyle \wedge }
è chiamato prodotto wedge o prodotto esterno, da non confondere con il prodotto vettoriale {\displaystyle \times }, che viene talvolta indicato con lo stesso simbolo del prodotto wedge e chiamato anch'esso prodotto esterno, ma che non gode delle stesse proprietà. In particolare, il prodotto wedge è associativo, il prodotto vettoriale no. A volte, per brevità, i simboli {\displaystyle \wedge } sono omessi.

#### Esempi
Una 0-forma è semplicemente una funzione differenziabile definita su {\displaystyle A}.
Una 1-forma in {\displaystyle \mathbb {R} ^{n}} si scrive come
{\displaystyle \omega =a_{1}(x_{1},...,x_{n})dx_{1}+\ldots +a_{n}(x_{1},...,x_{n})dx_{n},\,\!}
dove le {\displaystyle a_{i}} sono opportune funzioni differenziabili. 
Per esempio le scritture seguenti sono 1-forme definite su {\displaystyle \mathbb {R} ^{2}}.
{\displaystyle \omega _{1}=2dx-3dy,\quad \omega _{2}=e^{x}dx,\quad \omega _{3}=xydx-y^{2}dy.}
dove nel primo esempio, i coefficienti sono funzioni costanti.
Una 2-forma in {\displaystyle \mathbb {R} ^{3}} si scrive come
{\displaystyle \omega =a(x,y,z)dx\wedge dy+b(x,y,z)dy\wedge dz+c(x,y,z)dx\wedge dz.}
Per esempio la scrittura seguente è una 2-forma su {\displaystyle \mathbb {R} ^{3}}:
{\displaystyle \omega =2dx\wedge dy-xzdy\wedge dz.}
In generale una {\displaystyle n}-forma su {\displaystyle \mathbb {R} ^{n}} si scrive sempre usando un unico addendo
{\displaystyle \omega =a(x_{1},...,x_{n})dx_{1}\wedge \ldots \wedge dx_{n}}
dove {\displaystyle a(x_{1},...,x_{n})} è una funzione differenziabile.

### Definizione come tensore
Una {\displaystyle k}-forma è una sezione liscia della {\displaystyle k}-esima algebra esterna del fibrato cotangente di una varietà differenziabile {\displaystyle M}:
{\displaystyle \omega :M\rightarrow \Lambda ^{k}(T^{*}(M)).}
In altre parole, per ogni punto {\displaystyle x} di {\displaystyle M} è data una funzione multilineare antisimmetrica
{\displaystyle \omega (x)\colon \underbrace {T_{x}M\times \cdots \times T_{x}M} _{k}\to \mathbb {R} }
dove {\displaystyle T_{x}M} è lo spazio tangente a {\displaystyle M} in {\displaystyle x}. La funzione {\displaystyle \omega (x)} varia in modo liscio (cioè è differenziabile infinite volte) al variare di {\displaystyle x}. Equivalentemente, {\displaystyle \omega } è un campo tensoriale che associa ad ogni punto {\displaystyle x} di {\displaystyle M} un tensore antisimmetrico di tipo {\displaystyle (0,k)}.
Ad esempio, una 1-forma è un campo tensoriale di tipo {\displaystyle (0,1)}, cioè una sezione del fibrato cotangente.

#### Aperti dello spazio euclideo
Se {\displaystyle M} è un insieme aperto di {\displaystyle \mathbb {R} ^{n}}, in ogni punto lo spazio tangente {\displaystyle T_{x}(M)} è identificato con {\displaystyle \mathbb {R} ^{n}}. La base canonica per {\displaystyle \mathbb {R} ^{n}} induce quindi una base per lo spazio vettoriale {\displaystyle \Lambda ^{k}((\mathbb {R} ^{n})^{*})} del tipo
{\displaystyle {\mathcal {B}}={\big \{}dx_{i_{1}}\wedge \ldots \wedge dx_{i_{k}}\ |\ 1\leqslant i_{1}<\ldots <i_{k}\leqslant n{\big \}}}
dove l'elemento
{\displaystyle dx_{i_{1}}\wedge \ldots \wedge dx_{i_{k}}}
rappresenta una particolare funzione multilineare antisimmetrica. Quindi l'elemento {\displaystyle \omega (x)} è descritto univocamente come combinazione lineare di elementi di questa base
{\displaystyle \omega =\sum _{1\leqslant i_{1}<\ldots <i_{k}\leqslant n}a_{i_{1},\ldots ,i_{k}}(x)dx_{i_{1}}\wedge \ldots \wedge dx_{i_{k}}}
tramite dei coefficienti 
{\displaystyle a_{i_{1},\ldots ,i_{k}}(x)}
che variano in modo liscio rispetto a {\displaystyle x}. La definizione qui introdotta coincide quindi con quella formale descritta precedentemente.
Ad esempio, se {\displaystyle k=1} allora 
{\displaystyle \Lambda ^{1}((\mathbb {R} ^{n})^{*})=(\mathbb {R} ^{n})^{*}}
è lo spazio duale dei funzionali lineari su {\displaystyle \mathbb {R} ^{n}} e {\displaystyle {\mathcal {B}}} è la base duale {\displaystyle dx_{1},\ldots ,dx_{n}} della base canonica. Una 1-forma associa ad ogni punto {\displaystyle x} un funzionale lineare.

#### Carte
Se {\displaystyle M} è una varietà qualsiasi, fissata una carta intorno ad un punto {\displaystyle x}, ogni {\displaystyle k}-forma {\displaystyle \omega }
è rappresentata come sopra. La rappresentazione dipende ovviamente dalla carta scelta.

## Operazioni algebriche

### Somma e prodotto per scalare
Due {\displaystyle k}-forme possono essere sommate, dando luogo ad una nuova {\displaystyle k}-forma. Una {\displaystyle k}-forma può inoltre essere moltiplicata per uno scalare. Con queste operazioni l'insieme delle {\displaystyle k}-forme su un aperto {\displaystyle A} forma uno spazio vettoriale.

### Prodotto esterno
Il prodotto esterno
{\displaystyle \omega \wedge \eta }
di una {\displaystyle k}-forma {\displaystyle \omega } e di una {\displaystyle h}-forma {\displaystyle \eta } è una {\displaystyle (k+h)}-forma. L'operazione di prodotto è definita svolgendo il prodotto usando le usuali relazioni fra somma e prodotto presenti in un anello, quali la proprietà distributiva del prodotto con la somma e la proprietà associativa del prodotto esterno. Per definizione, il prodotto esterno non è però commutativo ma anticommutativo; vale cioè la relazione seguente:
{\displaystyle dx_{i}\wedge dx_{j}=-dx_{j}\wedge dx_{i}\,\forall i,\,j}
La proprietà anticommutativa implica che
{\displaystyle dx_{i}\wedge dx_{i}=0.}
I coefficienti dei {\displaystyle dx_{i}} però commutano fra loro e con i {\displaystyle dx_{i}}. Ad esempio, se
{\displaystyle \omega =xdy-ydx,\quad \eta =xdx\wedge dz}
sono una 1-forma e una 2-forma su {\displaystyle \mathbb {R} ^{3}}, il loro prodotto esterno è
{\displaystyle \omega \wedge \eta =(xdy-ydx)\wedge (xdx\wedge dz)=x^{2}dy\wedge dx\wedge dz-xydx\wedge dx\wedge dz=-x^{2}dx\wedge dy\wedge dz.}
Esiste una versione del prodotto esterno nel caso in cui {\displaystyle \omega } e {\displaystyle \eta } siano definiti come tensori. Tale definizione sfrutta il prodotto tensoriale {\displaystyle \otimes }, ma non è ad esso equivalente. Ad esempio, nel caso in cui {\displaystyle \omega } e {\displaystyle \eta } sono due 1-forme, è definita nel modo seguente
{\displaystyle \omega \wedge \eta ={\frac {1}{2}}(\omega \otimes \eta -\eta \otimes \omega ).}
Nel caso generale la definizione è un po' più complicata:
{\displaystyle \omega _{1}\wedge \dots \wedge \omega _{k}={\frac {1}{k!}}\sum _{\sigma \in S_{k}}(\operatorname {sgn} \sigma )\omega _{\sigma 1}\otimes \dots \otimes \omega _{\sigma k}.}

### Proprietà
Il prodotto wedge è associativo: per questo motivo si possono omettere le parentesi nella scrittura.
Il prodotto è distributivo rispetto alla somma (sia a destra che a sinistra):
{\displaystyle h\wedge (f+g)=h\wedge f+h\wedge g.}
L'anticommutatività usata nella definizione si estende al prodotto di due forme qualsiasi di tipo {\displaystyle k} e {\displaystyle h}, con un segno che però dipende dal prodotto {\displaystyle kh}:
{\displaystyle f\wedge g=(-1)^{kh}g\wedge f.}

## Derivata di una forma differenziale
La derivata di una {\displaystyle k}-forma è una {\displaystyle (k+1)}-forma. Questa è chiamata a volte differenziale o derivata esterna. La derivata esterna {\displaystyle d\omega } di una {\displaystyle k}-forma differenziale 
{\displaystyle \omega =\sum _{1\leqslant i_{1}<\ldots <i_{k}\leqslant n}a_{i_{1},\ldots ,i_{k}}(x)dx_{i_{1}}\wedge \ldots \wedge dx_{i_{k}}}
è la {\displaystyle (k+1)}-forma
{\displaystyle d\omega =\sum _{i=1}^{n}\sum _{1\leqslant i_{1}<\ldots <i_{k}\leqslant n}{\frac {\partial a_{i_{1},\ldots ,i_{k}}}{\partial x_{i}}}(x)dx_{i}\wedge dx_{i_{1}}\wedge \ldots \wedge dx_{i_{k}}.}

### Proprietà
La derivata esterna di una 0-forma, cioè di una funzione differenziabile, coincide con il differenziale della funzione.
La derivazione esterna è un'operazione lineare. In altre parole,
{\displaystyle d(a\omega +b\mu )=a\cdot d\omega +b\cdot d\mu }
dove però {\displaystyle a,b} sono scalari e non funzioni. Rispetto al prodotto esterno si comporta nel modo seguente:
{\displaystyle d(\omega \wedge \eta )=d\omega \wedge \eta +(-1)^{{\rm {deg\,}}\omega }(\omega \wedge d\eta ).}
Infine, la proprietà forse più importante della derivazione è la seguente
{\displaystyle d^{2}=0}
che segue dal teorema di Schwarz.

## Forme chiuse ed esatte
Una forma differenziale {\displaystyle \omega } è chiusa se la sua derivata esterna è nulla:
{\displaystyle d\omega =0}
Ad esempio, ogni forma avente coefficienti costanti è chiusa.
Una {\displaystyle k}-forma {\displaystyle \omega } è invece esatta se esiste una {\displaystyle (k-1)}-forma {\displaystyle \eta } tale che
{\displaystyle d\eta =\omega .}
La forma {\displaystyle \eta } è detta primitiva di {\displaystyle \omega }.
Le forme differenziali chiuse e le forme differenziali esatte sono rispettivamente nel nucleo e nell'immagine della derivata esterna.
Poiché {\displaystyle d^{2}\eta =0}, ogni forma esatta è chiusa. D'altra parte, esistono forme chiuse che non sono esatte: l'esistenza di queste forme dipende fortemente dalla topologia dell'aperto {\displaystyle A} di definizione. A tal proposito, il lemma di Poincaré stabilisce che se {\displaystyle X\subset \mathbb {R} ^{n}} è un sottoinsieme aperto e contraibile allora ogni p-forma differenziale chiusa e liscia definita su {\displaystyle X} è una forma differenziale esatta per ogni intero {\displaystyle p>0}.

### Forme lineari
Una 1-forma differenziale 
{\displaystyle \omega =a_{1}dx_{1}+\ldots +a_{n}dx_{n},}
è chiusa se e solo se vale l'uguaglianza
{\displaystyle {\frac {\partial a_{j}}{\partial x_{i}}}={\frac {\partial a_{i}}{\partial x_{j}}}}
per ogni {\displaystyle i,j}.

#### Forme lineari e domini semplicemente connessi
La condizione di chiusura è di tipo locale (alcune uguaglianze devono essere verificate puntualmente), mentre quella di esattezza è di tipo globale (esistenza di una primitiva definita su tutto l'aperto {\displaystyle A}). La differenza fra le due condizioni dipende dalle differenze fra proprietà locali e globali dell'aperto {\displaystyle A}, ovvero dalla sua topologia.
Se {\displaystyle A} è semplicemente connesso, allora ogni 1-forma chiusa è esatta. Questo accade ad esempio se {\displaystyle A} è la parte interna di un disco o di un più generale insieme convesso o stellato in {\displaystyle \mathbb {R} ^{n}}. In questo caso le proprietà topologiche globali non sono molto differenti da quelle locali.
D'altra parte, la forma seguente
{\displaystyle \omega ={\frac {y}{x^{2}+y^{2}}}dx-{\frac {x}{x^{2}+y^{2}}}dy}
definita nell'aperto del piano
{\displaystyle A=\mathbb {R} ^{2}\setminus \{(0,0)\}}
è chiusa ma non esatta. L'aperto {\displaystyle A} non è semplicemente connesso: ha un "buco", ed il suo gruppo fondamentale è {\displaystyle \mathbb {Z} }. Questa forma è nota come "vortice", per la particolare forma assunta dai vettori del campo vettoriale associato.

#### Forme lineari e analisi complessa
Le 1-forme nel piano {\displaystyle \mathbb {R} ^{2}} sono uno strumento fondamentale dell'analisi complessa. Dopo aver identificato {\displaystyle \mathbb {R} ^{2}} con il piano complesso {\displaystyle \mathbb {C} }, è possibile definire una 1-forma complessa
{\displaystyle f(z)dz=f(x+iy)dx+if(x+iy)dy}
a partire da una qualsiasi funzione 
{\displaystyle f:A\to \mathbb {C} .}
definita su un aperto {\displaystyle A} del piano complesso. Si tratta di un'usuale 1-forma, avente però come coefficienti delle funzioni a valori complessi invece che reali. Tale strumento si rivela utile per il fatto seguente: se {\displaystyle f} è una funzione olomorfa su un aperto {\displaystyle A} del piano, allora la forma {\displaystyle f(z)dz} risulta essere chiusa. Inoltre {\displaystyle f(z)dz} è esatta con primitiva {\displaystyle g(z)} se e solo se {\displaystyle g(z)} è anch'essa olomorfa con derivata complessa {\displaystyle g'(z)=f(z)} pari a {\displaystyle f(z)}.
In questo contesto risulta più semplice costruire una forma chiusa ma non esatta. La forma 
{\displaystyle f(z)={\frac {1}{z}}dz}
definita sull'aperto 
{\displaystyle A=\mathbb {C} \setminus \{0\}}
è chiusa (perché {\displaystyle 1/z} è olomorfa) ma non esatta: la funzione {\displaystyle 1/z} non ammette infatti una primitiva su tutto {\displaystyle A}, ma solo in un suo qualsiasi sottoinsieme semplicemente connesso. In altre parole, il logaritmo complesso, naturale candidato come primitiva di {\displaystyle 1/z}, può essere definito solo localmente (oppure globalmente come funzione polidroma): ciò è a sua volta riconducibile al fatto che la funzione esponenziale complessa non è iniettiva.
Valgono le uguaglianze seguenti
{\displaystyle f(z)dz={\frac {x-iy}{x^{2}+y^{2}}}dx+{\frac {y+ix}{x^{2}+y^{2}}}dy=}
{\displaystyle =\left[{\frac {x}{x^{2}+y^{2}}}dx+{\frac {y}{x^{2}+y^{2}}}dy\right]+i\left[-{\frac {y}{x^{2}+y^{2}}}dx+{\frac {x}{x^{2}+y^{2}}}dy\right]}
che mostrano che l'esempio dato precedentemente di forma chiusa ma non esatta è (a meno di segno) la parte immaginaria di {\displaystyle f(z)dz}.

## Integrazione di una forma differenziale
La proprietà più importante che caratterizza una {\displaystyle k}-forma è il fatto che possa essere integrata su una qualsiasi sottovarietà differenziabile {\displaystyle S} di dimensione {\displaystyle k} dell'aperto {\displaystyle A} su cui è definita. L'integrale di {\displaystyle \omega } è indicato con il simbolo
{\displaystyle \int _{S}\omega }
ed il risultato di questa operazione è un numero reale.
Se {\displaystyle k=0}, la forma è una funzione, {\displaystyle S} è un'unione di punti e l'integrale di {\displaystyle \omega } su {\displaystyle S} è semplicemente la somma dei valori di {\displaystyle f} assunti sui punti.
In generale la forma è del tipo
{\displaystyle \omega =\sum a_{i_{1},\dots ,i_{k}}(x)\,dx_{i_{1}}\wedge \cdots \wedge dx_{i_{k}}}
Se {\displaystyle S} ha una parametrizzazione del tipo 
{\displaystyle S(u)=(x_{1}(u),\dots ,x_{k}(u))}
con {\displaystyle u} variabile in un dominio {\displaystyle D} di {\displaystyle \mathbb {R} ^{k}}, l'integrale è definito come
{\displaystyle \int _{S}\omega =\int _{D}\sum a_{i_{1},\dots ,i_{k}}(S(u)){\frac {\partial (x_{i_{1}},\dots ,x_{i_{k}})}{\partial (u_{1},\dots ,u_{k})}}\,du_{1}\ldots du_{k}}
dove
{\displaystyle {\frac {\partial (x_{i_{1}},\dots ,x_{i_{k}})}{\partial (u_{1},\dots ,u_{k})}}}
è il determinante dello jacobiano. Con questa definizione, il risultato dell'integrale non dipende dalla parametrizzazione scelta, a meno di segno. Per ottenere un segno univoco si deve fissare un'orientazione su {\displaystyle S} e considerare solo le parametrizzazioni che preservano l'orientazione.
Se la sottovarietà {\displaystyle S} è orientabile ma non ha una parametrizzazione globale (ad esempio, un toro in {\displaystyle \mathbb {R} ^{3}}), l'integrale su {\displaystyle S} è definito come somma di integrali su parametrizzazioni locali disgiunte (mantenenti l'orientazione) che coprono {\displaystyle S} a meno di un insieme di misura nulla.

### Proprietà di base
Valgono le proprietà seguenti. Come tutti gli integrali, l'integrale su due oggetti disgiunti è la somma degli integrali su ciascuno:
{\displaystyle \int _{S_{1}\sqcup S_{2}}\omega =\int _{S_{1}}\omega +\int _{S_{2}}\omega .\,\!}
L'integrale è inoltre lineare (i coefficienti {\displaystyle a,b} sono costanti):
{\displaystyle \int _{S}(a\omega +b\eta )=a\int _{S}\omega +b\int _{S}\eta .}
L'integrale cambia di segno se l'orientazione della varietà è modificata:
{\displaystyle \int _{-S}=-\int _{S}.\,\!}

### Teorema di Stokes
Il teorema di Stokes esprime una relazione fondamentale fra la derivazione esterna e l'integrazione. Se {\displaystyle \omega } è una {\displaystyle (n-1)} forma con supporto compatto su una varietà con bordo compatta {\displaystyle M}, vale la relazione
{\displaystyle \int _{M}d\omega =\int _{\partial M}\omega .}
Il teorema di Stokes implica il fatto seguente: l'integrale di una {\displaystyle k}-forma esatta su una varietà chiusa è nullo. In questo caso infatti il bordo non esiste e quindi il secondo termine è zero.

### Integrale di linea
Una 1-forma {\displaystyle \omega } è integrabile su una qualsiasi sottovarietà orientata di dimensione 1, cioè una curva {\displaystyle \gamma }. L'integrale di {\displaystyle \omega } lungo {\displaystyle \gamma } può essere calcolato con la formula seguente:
{\displaystyle \int _{\gamma }\omega =\int _{c}^{d}\left\langle \omega (\gamma (t)),{\frac {d\gamma }{dt}}(t)\right\rangle dt}
e non dipende dalla particolare parametrizzazione della curva (cambia di segno se la parametrizzazione cambia l'orientazione).
Nel caso in cui l'aperto {\displaystyle A} sia contenuto nel piano {\displaystyle \mathbb {R} ^{2}}, la forma è del tipo 
{\displaystyle \omega =a(x,y)dx+b(x,y)dy}
e l'integrale si calcola nel modo seguente:
{\displaystyle \int _{\gamma }\omega =\int _{c}^{d}[a(x(t),y(t))\cdot x^{\prime }(t)+b(x(t),y(t))\cdot y^{\prime }(t)]\cdot dt}
L'integrale di linea è uno strumento strettamente collegato alle nozioni di forma chiusa e esatta. Valgono infatti i fatti seguenti.
- Se {\displaystyle \omega } è esatta, l'integrale di {\displaystyle \omega } su una curva chiusa qualsiasi è nullo. Questo discende dal teorema di Stokes.
- Conseguentemente, se {\displaystyle \omega } è esatta, l'integrale su una curva non chiusa dipende solo dai suoi estremi.

Ad esempio, la funzione {\displaystyle 1/z} su {\displaystyle \mathbb {C} ^{*}} non è esatta, poiché
{\displaystyle \int _{\gamma }{\frac {1}{z}}=2\pi i}
per ogni curva {\displaystyle \gamma } avente indice di avvolgimento 1 con l'origine.